# St. Francis Mission

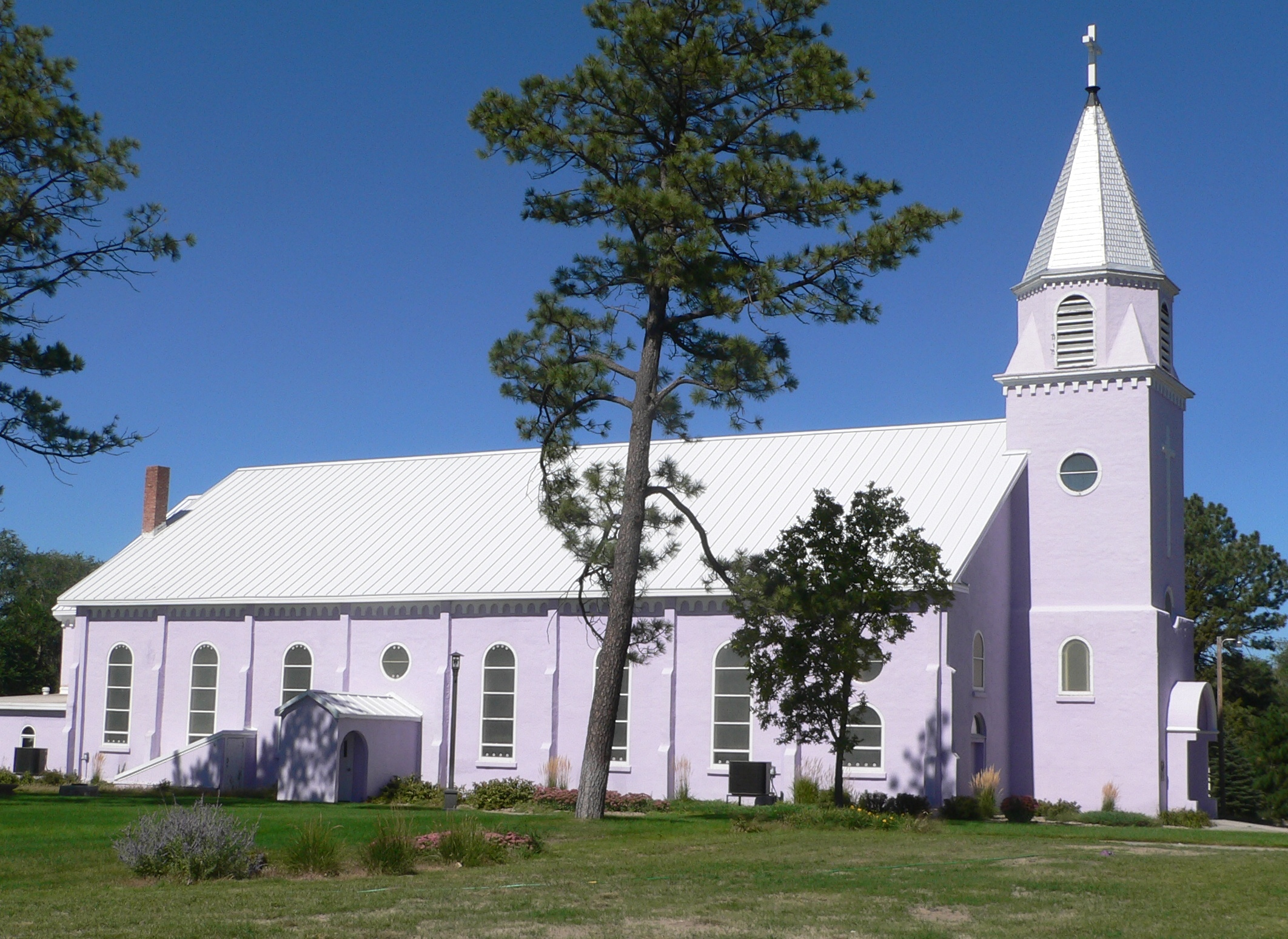
Charles Borromeo Kirche, eine historische Stätte

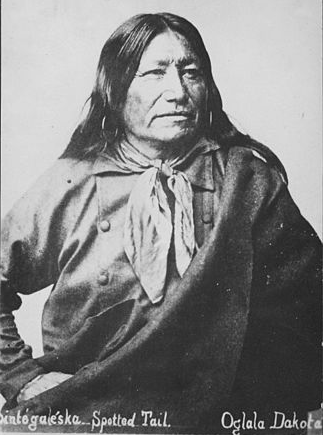
Häuptling Spotted Tail lud die Jesuiten als Lehrer in das Reservat ein

St. Francis Mission ist eine 1886 gegründete Missionsstation der katholischen Kirche in der Gemeinde  St. Francis, Todd County, South Dakota. Sie ist die größte gemeinnützige Hilfsorganisation in der Rosebud Indian Reservation. Laut eigenen Angaben betreut sie 20.000 Lakota Indianer im Reservats-Gebiet und den umliegenden Counties. Unter anderem betreibt die Missionsstation den Lakota/englischsprachigen Radiosender KINI 96.1 FM. Seit den 1840er Jahren missionierten die Jesuiten im Gebiet der Lakota. Fr. Peter DeSmet war der erste bekannte Missionar. 1877 bat der Sinte Gleska (Spotted Tail), Häuptling der Sicangu Lakota, und Red Cloud, Häuptling der Oglala, Präsident Rutherford B. Hayes darum, dass katholische Missionare in „schwarzen Roben“ die Ausbildung ihrer Kinder übernehmen sollen. 1881 trafen die ersten Jesuiten in St. Francis ein. Bis 1886 wurden die heute unter Denkmalschutz gestellten Gebäude der Station errichtet.
Im Gegensatz zu anderen Kirchen achteten die Missionare die Kultur und Bräuche der Lakota Indianer und waren im Reservat beliebt. Sie betrieben die Schulen im Reservat, im Gegensatz zu anderen christlichen Gemeinschaften, die die Kinder in Internaten im Auftrag der Bundesregierung unterrichteten. In diesen wurden die Kinder von ihren Eltern und von ihrer Kultur entfremdet. Heute fördert die Missionsstation die vom Aussterben bedrohte Sprache der Lakota. Den eigentlichen Schulbetrieb haben die Missionare 1974 an die Reservats-Verwaltung abgegeben. Der Unterricht findet aber weiterhin in Gebäuden der Missionsstation statt. Bekannt wurde die Station auch als Betreiber einer seelsorgerischen Notruftelefonzentrale der 'Suicide and Crisis Hotline' für Indianer. In der Rosebud Indian Reservation und den umgebenden Reservaten Pine Ridge und Yankton ist die Selbstmordrate eine der höchsten der Vereinigten Staaten. Allein in der Pine Ridge Reservation werden 200 Selbstmord oder Selbstmordversuche im Jahr gezählt.
Am 20. Juni 1975 wurde die St. Francis Mission in das National Register of Historic Places eingetragen.